# Maróthy János (katona)
Marótegyházi Maróthy János (Rozsály, 1819. február 5. – Budapest, 1887. április 5.) 1848-1849-es huszárkapitány, 1883-tól honvéd ezredes, megyei főszolgabíró.

## Életpályája
Édesapja Maróthy Pál, rozsályi földbirtokos, Szatmár megyei táblabíró volt. Iskoláit a Sárospataki Jogakadémián végezte, majd Bécsbe ment, ahol nemes testőr lett. Itt tette le ügyvédi vizsgáit is.
A forradalom kitörésekor már szolgabíróként működött, s aktívan tevékenykedett a megyei közéletben, és az országos politikában is. Az 1848–49-es forradalom és szabadságharc kitörése után a Szatmári Önkéntes Lovasszázad parancsnoka lett. Századával a 10. Vilmos Huszárezredhez csatlakozott, s részt vett az erdélyi harcokban, ahol vitézi érdemeket, s főszázadosi rangot nyert. Maróthy János huszárkapitány arcképét Mezey József 1849 februárjában, Meggyesen festette meg Bem táborában. A zsibói fegyverletétel előtt a bánffyhunyadi ütközetben fogságba esett. Ezután – az akkori szabályok szerint – közlegényként besorolták a császári hadseregbe, majd hamarosan leszerelték. A forradalom befejezésekor őrnagyi rangban szolgált..
A Klapka-féle összeesküvésben mint gyanúsítottat sokáig üldözték. Az üldözéstől s az elfogástól a porosz békekötés mentette meg.
1861-től hat éven át országgyűlési képviselő volt, 1867-ben Szatmár város díszpolgára, majd a honvédegylet tagja lett.
1867-ben feleségül vette a német származású Danczinger Friderikát, kitől 1872-ben egy leány gyermeke, Maróthy Margit született, aki később, mint édesanyja, színésznő lett a Nemzeti Színház-nál. Fia Maróthy Kálmán követte a katonai pályán, a Ludovikán végzett. Házasságkötése után rozsályi birtokain gazdálkodott, azonban egy tűzvész után – melyben a gazdasági épületek, s a dohánypajta is leégett – a híres Rozsályi várat, s a birtokot az Isaák családnak eladta.
1883-ban a család Pestre költözött, ahol az 1848–49-es forradalom és szabadságharc katonái honvéd menházának parancsnokává nevezték ki, s egyben ezredesi rangot is kapott.

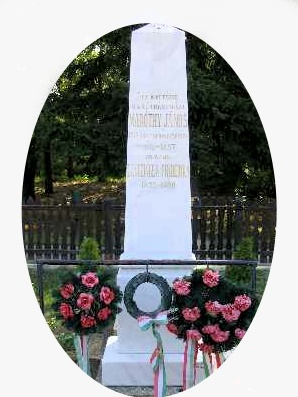
Marothi Maróthy János síremléke

1887. április 5-én, 68 éves korában halt meg, Budapesten. Szülőfalujában, Rozsályon helyezték örök nyugalomra.
Országgyűlési beszédei a Naplókban vannak.